# Mrtovnjak (Dugi otok)
Koordinati:   44°02′22″N, 15°02′21″E
Mrtovnjak je nenaseljen otoček v Zadarskem arhipelagu, ki leži okoli 1,8 km severseverozahodno od Lavdare in okoli 3,5 km severozahodno od Salija na Dugem otoku. Površina otočja je 0,09 km², dolžina obale meri 1,1 km. Najvišji vrh je visok 45 mnm.